# Tetsuta Nagashima
Tetsuta Nagashima (長島 哲太 Nagashima Tetsuta?) (Kanagawa, 2 de julio de 1992) es un piloto de motociclismo japonés que participa en la categoría de Moto2 con el equipo Italtrans Racing Team.

## Biografía
En 2016, corrió los grandes premios de Aragón y Japón de Moto2 como wildcard a bordo de una Kalex del Ajo Motorsport Academy. En el Gran Premio de Japón, Nagashima terminó 14.º anotando dos puntos. Terminó la temporada en la 32.º posición con dos puntos.
En 2017, Nagashima se convirtió en piloto titular de Moto2 conducciendo la Kalex del equipo Teluru SAG Team. Nagashima solo puntuó en cuatro carreras, siendo el décimo puesto en el Gran Premio de Malasia su mejor resultado.
En 2018, Nagashima pasó al Idemitsu Honda Team Asia haciendo dupla con el malayo Khairul Idham Pawi. Su mejor resultado en la temporada fue el octavo puesto en el Gran Premio de Tailandia, su única vez que entró en el grupo de los diez mejores de la temporada. Se vio obligado a perderse el Gran Premio de los Países Bajos debido a una fractura en la mano izquierda ocurrida en la práctica libre del gran premio.
En 2019, Nagashima fue fichadó por el ONEXOX TKKR SAG Team. Esta temporada se mostro muy regular, en dos tercios de las carreras de la temporada entró dentró de la zona de puntos, con dos quintos puestos en los grandes premios de los Países Bajos y Gran Bretaña como sus mejores resultados. Además en esta temporada consiguió su primera pole position en el campeonato en el Gran Premio de Austria.
En 2020, Nagashima tenía contrato para correr con el ONEXOX TKKR SAG Team pero decidió romper el contrato para fichar por el Red Bull KTM Ajo. En la primera carrera de la temporada en Catar, Nagashima clasificó en la 14.º posición y en carrera fue remontando posiciones hasta hacerse con la victoria, la primera de su carrera en el circuito en el que su amigo, el desaparecido Shoya Tomizawa ganara su único gran premio diez años atrás.
El 31 de diciembre de 2020 anunció que no correrá en 2021, y se está tomando un año sabático, con la intención de volver en un futuro con más fuerza.

## Resultados
Sistema de puntuación de 1993 hasta 2022:
| Posición | 1.º | 2.º | 3.º | 4.º | 5.º | 6.º | 7.º | 8.º | 9.º | 10.º | 11.º | 12.º | 13.º | 14.º | 15.º |
| Puntos   | 25  | 20  | 16  | 13  | 11  | 10  | 9   | 8   | 7   | 6    | 5    | 4    | 3    | 2    | 1    |

### Por temporada
| Temp. | Cat.  | Moto   | Equipo                   | Carreras | Victorias | Podios | Poles | V.Ráp. | Pts. | Pos. |
| ----- | ----- | ------ | ------------------------ | -------- | --------- | ------ | ----- | ------ | ---- | ---- |
| 2013  | Moto2 | Motobi | JiR Moto2                | 1        | 0         | 0      | 0     | 0      | 0    | NC   |
| 2014  | Moto2 | TSR    | Teluru Team JiR Webike   | 11       | 0         | 0      | 0     | 0      | 0    | NC   |
| 2014  | Moto2 | NTS    | Teluru Team JiR Webike   | 1        | 0         | 0      | 0     | 0      | 0    | NC   |
| 2016  | Moto2 | Kalex  | Ajo Motorsport Academy   | 2        | 0         | 0      | 0     | 0      | 2    | 32.º |
| 2017  | Moto2 | Kalex  | Teluru SAG Team          | 18       | 0         | 0      | 0     | 0      | 14   | 26.º |
| 2018  | Moto2 | Kalex  | Idemitsu Honda Team Asia | 17       | 0         | 0      | 0     | 0      | 27   | 20.º |
| 2019  | Moto2 | Kalex  | ONEXOX TKKR SAG Team     | 19       | 0         | 0      | 1     | 0      | 78   | 14.º |
| 2020  | Moto2 | Kalex  | Red Bull KTM Ajo         | 15       | 1         | 2      | 0     | 2      | 91   | 8.º  |
| 2021  | Moto2 | Kalex  | Italtrans Racing Team    | 3        | 0         | 0      | 0     | 0      | 5    | 29.º |
| Total |       |        |                          | 87       | 1         | 2      | 1     | 2      | 217  |      |

- * Temporada en curso.

### Por categoría
| Cat.  | Temp.                    | 1.er Gran Premio         | 1.er Podio               | 1.ª Victoria             | Carreras | Victorias | Podios | Poles | V.Ráp. | Pts. | CM |
| ----- | ------------------------ | ------------------------ | ------------------------ | ------------------------ | -------- | --------- | ------ | ----- | ------ | ---- | -- |
| Moto2 | 2013–2014, 2016–presente | Japón 2013               | Catar 2020               | Catar 2020               | 87       | 1         | 2      | 1     | 2      | 217  | 0  |
| Total | 2013–2014, 2016–Presente | 2013–2014, 2016–Presente | 2013–2014, 2016–Presente | 2013–2014, 2016–Presente | 87       | 1         | 2      | 1     | 2      | 217  | 0  |

### Carreras por año
(Carreras en negrita indica pole position, carreras en cursiva indica vuelta rápida)
| Año  | Cat.  | Moto   | 1       | 2      | 3      | 4      | 5       | 6       | 7       | 8       | 9       | 10     | 11      | 12      | 13      | 14      | 15     | 16      | 17     | 18      | 19     | 20 | Pos. | Pts. |
| ---- | ----- | ------ | ------- | ------ | ------ | ------ | ------- | ------- | ------- | ------- | ------- | ------ | ------- | ------- | ------- | ------- | ------ | ------- | ------ | ------- | ------ | -- | ---- | ---- |
| 2013 | Moto2 | Motobi | QAT -   | AME -  | SPA -  | FRA -  | ITA -   | CAT -   | NED -   | GER -   | IND -   | CZE -  | GBR -   | RSM -   | ARA -   | MAL -   | AUS -  | JPN 20  | VAL -  |         |        |    | NC   | 0    |
| 2014 | Moto2 | TSR    | QAT 21  | AME 20 | ARG 31 | SPA 22 | FRA Ret | ITA 28  | CAT 23  | NED 20  | GER 22  | IND 23 | CZE Ret | GBR DNS | RSM -   | ARA -   | JPN -  | AUS -   | MAL -  |         |        |    | NC   | 0    |
| 2014 | Moto2 | NTS    |         |        |        |        |         |         |         |         |         |        |         |         |         |         |        |         |        | VAL 26  |        |    | NC   | 0    |
| 2016 | Moto2 | Kalex  | QAT -   | ARG -  | AME -  | SPA -  | FRA -   | ITA -   | CAT -   | NED -   | GER -   | AUT -  | CZE -   | GBR -   | RSM -   | ARA 23  | JPN 14 | AUS -   | MAL -  | VAL -   |        |    | 32.º | 2    |
| 2017 | Moto2 | Kalex  | QAT 19  | ARG 19 | AME 19 | SPA 15 | FRA 21  | ITA 24  | CAT 26  | NED 21  | GER 18  | CZE 17 | AUT 12  | GBR 19  | RSM 13  | ARA 18  | JPN 20 | AUS 18  | MAL 10 | VAL 26  |        |    | 26.º | 14   |
| 2018 | Moto2 | Kalex  | QAT 21  | ARG 17 | AME 19 | SPA 13 | FRA 25  | ITA Ret | CAT 13  | NED DNS | GER Ret | CZE 16 | AUT 15  | GBR C   | RSM Ret | ARA 15  | THA 8  | JPN 12  | AUS 13 | MAL Ret | VAL 12 |    | 20.º | 27   |
| 2019 | Moto2 | Kalex  | QAT Ret | ARG 12 | AME 12 | SPA 7  | FRA 11  | ITA 14  | CAT 10  | NED 5   | GER 12  | CZE 9  | AUT Ret | GBR 5   | RSM Ret | ARA Ret | THA 15 | JPN Ret | AUS 10 | MAL 8   | VAL 21 |    | 14.º | 78   |
| 2020 | Moto2 | Kalex  | QAT 1   | SPA 2  | AND 11 | CZE 11 | AUT Ret | EST 4   | RSM Ret | ERM 23  | CAT 12  | FRA 21 | ARA 9   | TER 14  | EUR 12  | VAL 12  | POR 14 |         |        |         |        |    | 8.º  | 91   |
| 2021 | Moto2 | Kalex  | QAT     | DOH    | POR    | SPA    | FRA     | ITA     | CAT     | GER     | NED     | EST    | AUT     | GBR     | ARA     | RSM     | AME 16 | ERM     | ALG 21 | VAL 11  |        |    | 29.º | 5    |